# 烏扎尼耶湖
55°48′09″N 30°42′22″E / 55.80250°N 30.70611°E
烏扎尼耶湖（俄语：Ужанье），是俄羅斯的湖泊，位於該國西北部，由普斯科夫州負責管轄，處於烏斯維亞特區，面積1.35平方公里，集水區面積96平方公里，平均水深1.3米，最大水深2.8米。